# Silas Weir Mitchell (acteur)
Pour les articles homonymes, voir Silas Weir Mitchell, Mitchell et Weir.
Silas Weir Mitchell est un acteur américain, né le 30 septembre 1969, connu surtout pour son rôle d'Eddy Monroe de la série Grimm, ainsi que pour jouer des personnages souvent instables ou perturbés.

## Biographie
Il apparaît comme second rôle dans de nombreuses séries télévisées et plusieurs fois dans les séries 24 heures chrono dans le rôle d'Eli Stram (saison 1), Earl dans le rôle de Donny Jones (5 épisodes, 2005-2008) et dans Prison Break où il joue le rôle de Charles « Haywire » Patoshik. Dans ces deux dernières séries, Silas Weir Mitchell joue des rôles de prisonnier fou.
L'acteur a aussi joué dans les films Rat Race et Mon voisin le tueur 2 et apparaît dans un épisode de la série Les Experts ainsi que dans Monk. On peut le voir apparaître récemment dans un épisode de la saison 2 de Dexter, où il joue là encore le rôle d'un déséquilibré. Dernièrement, il apparait dans le rôle d'un trafiquant d'armes dérangé dans la deuxième saison de la série Burn Notice. Il joue dans new york unité speciale saison 10 episode 21 Owen Walter. Il est également apparu dans Inferno, un film avec Jean-Claude Van Damme en 1999.
Il a joué dans la série télévisée Grimm, où il incarne le personnage d'Eddy Monroe, un Blutbad (une sorte de lycanthrope) repenti,. Dans cette série, cet acteur sort un peu de son type de rôle. Cette fois ci il incarne un personnage sympathique et humoristique.

## Filmographie

### Cinéma
- 1998 : Piège à haut risque (The Patriot) : Pogue
- 1999 : Inferno (Desert Heat) : Jesse Hogan
- 2001 : Rat Race : Lloyd
- 2004 : Mon voisin le tueur 2 : Yermo
- 2005 : Heart of the Beholder : Lester Harris
- 2009 : Halloween 2 : Chett Johns
- 2012 : Jamais sans mes enfants (Ticket Out) : Levi

### Télévision
- 1996 : Dark Skies : L'Impossible Vérité (saison 1 épisode 19) : Kuleshov
- 1997 : Quicksilver Highway (téléfilm) : Bryan Adams
- 1998 : Urgences (saison 5 épisode 6) : Marcus
- 1999 : X-Files (saison 6 épisode 13 : Agua mala) : Dougie
- 1999 : Le Caméléon (saison 4 épisode 4) : Luke Carlo
- 2000 : Nash Bridges (saison 5 épisode 21 à 22) : Le tueur à gages
- 2001 : 24 Heures chrono (saison 1 épisodes 7 à 11) : Eli Stram
- 2002 : Les Anges de la nuit (Birds of Prey) (saison 1 épisodes 2) : Syrus Waters
- 2003 : Cold Case : Affaires classées (saison 1 épisode 9, saison 2 épisode 20) : James Hogan
- 2003 : Six feet under (saison 3 épisode 5) : Dion Corelli
- 2004 : Preuve à l'appui (saison 3 épisode 10) : Frank Jones
- 2004 : Amour impossible (Life on Liberty Street) (téléflim) : Derek
- 2004 : Les Experts : Miami : Ralph Durst
- 2005 : Cold Case : Affaires classées (saison 2 épisode 20) : James Hogan
- 2005 : Medium (saison 1 épisode 3) : M. Conrad
- 2005-2007 : Prison Break : Charles 'Haywire' Patoshik
- 2005-2008 : Earl (6 épisodes) : Donny Jones
- 2006 : Monk (saison 5 épisode 2) : Drugstore manager
- 2007 : Dexter (saison 2 épisode 6 ) : Ken Olson
- 2008 : The Shield (saison 7 épisode 8) : Père Morton
- 2008 : Burn Notice (2 épisodes) : Seymour
- 2008 : The Closer : L.A. enquêtes prioritaires (saison 4 épisode 9) : Père Chris Donahue
- 2009 : New York, unité spéciale (saison 10, épisode 21) : Owen Walters
- 2010 : Mentalist (saison 3 épisode 12) : Ralph Mercer/Arthur Coffey
- 2011-2017 : Grimm : Eddy Monroe
- 2021 : S.W.A.T. (saison 4 épisode 10) : Phil Winter
- 2022-2023 : Esprits criminels (saison 16 épisodes 4 et 6) : Cyrus Lebrun
- 2024 : New York, unité spéciale (saison 26, épisode 8) : Boyd Lynch